# Wappen Südkoreas
Das heutige Nationalwappen der Republik Korea wurde im Jahr 1963 offiziell eingeführt.

## Beschreibung
Das südkoreanische Staatsemblem ist kein Wappen im heraldischen Sinne, sondern wird unter der Bezeichnung Staatsemblem (koreanisch 나라문장) geführt, jedoch wie ein modernes Wappen verwendet.

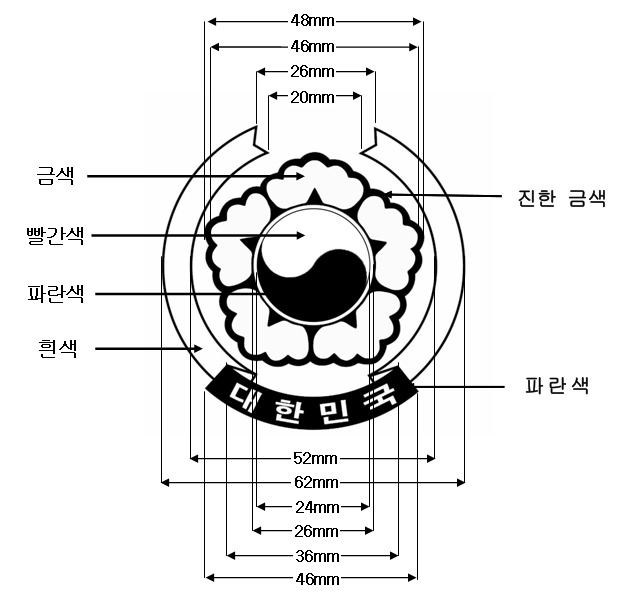
Aufbau der Nationalwappen

„In Silber eine stilisierte goldene Straucheibischblüte, darin ein rot-blauer Taegeuk, umgeben von einem oben offenen silbernen Wappenspruchband, darin unten in Blau der silberne Schriftzug des Staatsnamens in Hangeulschrift:“
„대한민국“
(Daehan Minguk)
(Republik Korea)
Der Taegeuk (Große Polarität) ist der Kreis, der Yin und Yang symbolisiert und auch die südkoreanische Flagge ziert. Der Straucheibisch (mugunghwa, Hangeul: 무궁화) ist die nationale Blume Südkoreas.

## Varianten

### Historische Versionen

Siegel der Provisorischen Regierung der Republik Korea (1919–1948)
Emblem der Provisorischen Regierung der Republik Korea (1919–1948)
Emblem der Republik Korea (1948–1963)
Emblem der Republik Korea (1963–1984)
Emblem der Republik Korea (1984–1997)
Emblem der Republik Korea (1997–2016)
Siegel der Republik Korea (1963–1999)
Emblem der Nationalversammlung (1948–2014)
Emblem der südkoreanischen Regierung (1949–2016)

### Regierungssymbole

Siegel des Präsidenten der Republik Korea
Emblem der südkoreanischen Regierung
Emblem des Premierministers
Emblem der Nationalversammlung